# Villain Enterprises
Villain Enterprises fue un stable heel de lucha libre profesional de la empresa estadounidense Ring of Honor, quiénes estuvo conformado por Marty Scurll, PCO, Brody King y Flip Gordon. Ellos compitieron en la New Japan Pro-Wrestling (NJPW), National Wrestling Alliance (NWA), World Series Wrestling (WSW) y en el circuito independiente.

## Historia
Después del evento de Final Battle, los compañeros de Marty Scurll en The Elite abandonaron Ring of Honor para crear su propia empresa All Elite Wrestling, mientras Scurll permanecía bajo contrato con ROH. Al día siguiente en la grabación de Ring of Honor Wrestling de la noche siguiente, Scurll se enfrentó a los miembros de The Kingdom (Matt Taven, TK O'Ryan y Vinny Marseglia). Posteriormente, Scurll dio a conocer un nuevo stable, Villain Enterprises, con Brody King y PCO, lo que llevó a una rivalidad entre los dos grupos que terminó con Villain Enterprises de pie.
En el ROH 17th Anniversary Show en marzo, PCO y Brody King derrotaron a The Briscoe Brothers ganando el Campeonato Mundial en Parejas de ROH en una pelea callejera en Las Vegas, y en la siguiente grabación televisiva de Ring of Honor Wrestling, Scurll, PCO y King derrotaron a The Kingdom ganando el Campeonato Mundial en Parejas de Seis-Hombres de ROH. Irían a perder los títulos de ROH Tag a Guerrillas of Destiny en G1 Supercard.
PCO y King lo seguirían al ganar los vacantes Campeonato Mundial en Parejas de la NWA en las finales del torneo Crockett Cup 2019 en abril. En mayo, Scurll reveló en una promo que Villain Enterprises estaba buscando un cuarto miembro. Esta historia continuó en la gira Best of the Super Juniors de New Japan Pro-Wrestling (NJPW). King acompañaría a Scurll durante todo el torneo, marcando el debut de King y Villain Enterprises en NJPW. Los dos competirían en combates de equipo, y King acompañaría a Scurll al ring para sus torneos. En Best in the World, después de que Villain Enterprises retuviera su Campeonato por equipos de seis hombres contra Lifeblood, Scurll revelaría a Flip Gordon como el nuevo miembro. Gordon y el grupo atacarían a Lifeblood.
El grupo llegaría a su fin en octubre de 2020 con la salida de Scurll de ROH debido a las acusaciones de agresión sexual que se hicieron públicas durante el movimiento Speaking Out cuando King y Gordon comenzaron a centrarse en la competencia individual mientras que PCO comenzó a formar equipo con Mark Briscoe.

## Campeonatos y logros
- Federacion Universitaria de Lucha Libre
  - Chilean National Undisputed Championship (1 vez) - Scurll

- Game Changer Wrestling
  - GCW Extreme Championship (1 vez, actual) – PCO[8]

- National Wrestling Alliance
  - NWA World Tag Team Championship (1 vez) – con King & PCO
  - Crockett Cup (2019) - King & PCO

- Ring of Honor
  - ROH World Championship (1 vez) – PCO
  - ROH World Tag Team Championship (1 vez) – King & PCO
  - ROH World Six-Man Tag Team Championship (1 vez) – King, PCO & Scurll
  - Tag Wars Tournament (2019) - King & PCO
  - ROH Year-End Award (1 vez)
    - Faction of the Year (2020) – Gordon, King, PCO and Scrull[9]

- World Series Wrestling
  - WSW World Championship (1 vez) - Scurll
  - WSW Tag Team Championship (1 vez) – King & PCO